# Sjonni's Friends
Sjonni's friends (is: Vinir Sigurjóns, sv: Sigurjóns (Sjonnis) vänner) är en isländsk musikgrupp, bestående av Gunnar Ólason, Vignir Snær Vigfússon, Pálmi Sigurhjartarson, Matthías Matthíasson, Hreimur Örn Heimisson och Benedikt Brynleifsson.

## Eurovision 2011
Den 12 februari 2011 vann Sjonni's friends Söngvakeppni Sjónvarpsins 2011 med låten "Aftur heim" (Coming Home). I maj samma år representerade gruppen Island vid Eurovision Song Contest 2011 i Düsseldorf, Tyskland. Där slutade de på tjugonde plats. Låten skulle ursprungligen ha framförts av Sigurjón Brink, som avled en tid innan finalen ägde rum. På grund av detta tog hans vänner över hans sångroll istället.

## Diskografi
- 2011 - Coming Home
- 2011 - What's Another Year

### Fotnoter
1. ↑  Sigurjón's Friends will pay him homage in Düsseldorf